# Peak 10988
Der Peak 10988, auch Tukuarika Peak, ist ein Berg im Grand-Teton-Nationalpark im Westen des US-Bundesstaates Wyoming. Er hat eine Höhe von 3350 m (10988 ft) und ist Teil der Teton Range in den Rocky Mountains. Der Peak 10988 erhebt sich im Süden der Bergkette, nördlich des Open Canyons und südlich des Death Canyons. Er ist Teil des Grats, der sich vom Spearhead Peak über den Peak 10905 bis zum Prospectors Mountain erstreckt. Südlich des Berges verläuft der am Phelps Lake startende und durch den Open Canyon verlaufende Open Canyon Trail über den Bergpass Mount Hunt Divide bis hinab in den Granite Canyon. In einem Kar südwestlich des Gipfels liegt der kleine Bergsee Coyote Lake, an der Nordflanke die Forget-me-not-Lakes.

## Belege
1. ↑  Naturalatlas: Open Canyon. Abgerufen am 4. Dezember 2021 (englisch).
2. ↑  Peakbagger: Peak 10988. Abgerufen am 4. Dezember 2021.